# Mercy (film, 1995)
Pour les articles homonymes, voir Mercy.
Pour plus de détails, voir Fiche technique et Distribution.
Mercy est un film de Richard Shepard réalisé en 1995.

## Synopsis
Deux personnes kidnappent la fille d'un grand avocat. Les complices réclament une rançon pour rendre la fille, mais en fait l'argent n'est pas la seule chose qu'ils veulent. 

## Fiche technique
- Titre : Mercy
- Réalisation et scénario : Richard Shepard
- Genre : Thriller
- Musique : Rolfe Kent
- Photographie : Sarah Cawley
- Montage : Adam Lichtenstein
- Production : Rocky Collins, Rolfe Kent et Richard Shepard
- Société de production : Injosho Films
- Pays :  États-Unis
- Genre : Drame et thriller
- Durée : 85 minutes
- Date :  États-Unis : 19 octobre 1995 (Hamptons International Film Festival); 1er novembre 1996

## Distribution
- John Rubstein : Frank Kramer
- Sam Rockwell : Matty
- Amber Kain : Ruby
- Jane Lanier : Carol
- Maura Tierney : Simonet
- Rick Gomez : Peter
- Rhea Silver-Smith : Nicole Kramer
- Phillip Brock : Phil Kline
- Christopher J. Quinn : Joey

## Autour du film
- Deuxième collaboration entre le réalisateur Richard Shepard et l'actrice Maura Tierney (Abby Lockhart dans Urgences) quatre ans après The Linguini Incident.